# Dinitrobenzen
Dinitrobenzen, dwunitrobenzen - aromatyczny związek chemiczny, nitrowa pochodna benzenu, o wzorze C6H4(NO2)2. Silnie toksyczna substancja, wykorzystywana jako materiał wybuchowy i półprodukt do syntezy chemicznej.

## Właściwości fizykochemiczne
Ma trzy izomery:
- 1,2-dinitrobenzen (o-dinitrobenzen, orto-dinitrobenzen),
- 1,3-dinitrobenzen (m-dinitrobenzen, meta-dinitrobenzen),
- 1,4-dinitrobenzen (p-dinitrobenzen, para-dinitrobenzen),

Wszystkie są substancjami krystalicznymi o barwie jasnożółtej. 
Temperatura topnienia o-dinitrobenzenu wynosi 118°C, m-dinitrobenzenu - 91°C, a p-dinitrobenzenu - 172°C. Temperatura wrzenia wynosi 319°C, 303°C i 299°C odpowiednio dla trzech izomerów. Handlowy dinitrobenzen składa głównie z odmiany meta, z około ośmioprocentową domieszką pozostałych izomerów. Mieszanina taka topi się w temperaturze ok. 80-82°C. Dinitrobenzen stosowany do celów wojskowych winien mieć wyższą temperaturę topnienia, ok. 88-89°C.
Maksymalna prędkość detonacji dinitrobenzenu wynosi 6100 m/s, wydęcie w bloku ołowianym - 250 cm³

## Zastosowanie
W czasie I wojny światowej wykorzystywany przez Rosję i Niemcy do napełniania amunicji (odpowiednio: min i pocisków)